# Herman Groman
Herman Charles Groman (né le 18 août 1882 à Odebolt et décédé le 21 juillet 1945 à Whitehall) est un athlète américain spécialiste du 400 mètres. Son club était le Yale Bulldogs puis la Chicago Athletic Association.

## Biographie
Herman Groman, diplômé de Yale, a représenté le AA à Chicago aux Jeux olympiques d'été de 1904. Il était l'un des premiers au 400 m, mais, fané dans les phases finales, il a finalement perdu la deuxième place à Yale pas moins d'un mètre après Frank Waller. Groman a fréquenté le collège médical Rush à partir duquel il a obtenu son doctorat en médecine en 1907. Il met en place une pratique à Hammond, Indiana, mais il est aussi actif dans les affaires communautaires. Il était  sur le conseil d'administration de plusieurs entreprises locales.
Record personnel: 400 mètres → 49,9s (1904).

### Palmarès
| Date | Compétition           | Lieu        | Résultat | Performance |
| ---- | --------------------- | ----------- | -------- | ----------- |
| 1904 | Jeux olympiques d'été | Saint-Louis | 3e       | 50 s 0      |

### Records
| Épreuve    | Performance | Lieu | Date |
| ---------- | ----------- | ---- | ---- |
| 400 mètres | 49 s 9      |      | 1904 |